# Ambroisie
Ambroisie was een Frans platenlabel, dat zich richt op het uitbrengen van klassieke muziek uitgevoerd door jonge (voornamelijk Franse) talenten. Het werd in 1999 opgericht door Nicolas Bartholomée, die het later verkocht aan het Franse label Naïve. Bartolomée richtte daarna een nieuw label op, Aparté. 
Musici die op het label Ambroisie werk uitbrachten waren onder meer Teresa Berganza, Bruno Fontaine en Sorba Octet.